# Daniel Bocanegra
Daniel Eduardo Bocanegra Ortiz  (Purificación, Tolima, Colombia, 23 de abril de 1987) es un futbolista profesional colombiano. Juega como lateral derecho y actualmente juega en el América de Cali de la Categoría Primera A. Ha sido parte de la selección de fútbol de Colombia. Jugó con el  Atlético Nacional, con el cual obtuvo varios títulos. Entre ellos la Copa Libertadores en 2016.   

## Trayectoria
Empezó su carrera deportiva en su pueblo natal, desempeñándose como delantero en un club local llamado Villa de Las Palmas, que en aquel entonces se encontraba bajo la dirección técnica del estratega José Benito Gabalán. Debutó como jugador profesional en el Academia Fútbol Club, el cual hacía parte de Categoría Primera B de Colombia en el 2006. Su buen desempeño hizo que Independiente Santa Fe mostrara interés por hacerse con sus servicios, lo que llevó a qué finalmente fuese contratado por el club bogotano, con el cual participó en la Copa Colombia 2009, coronándose campeón frente al Deportivo Pasto.

### Atlético Huila
En el año 2011, Bocanegra se incorporó al Atlético Huila, club en el que se destacó y se posicionó como un jugador de gran importancia para el equipo, lo que atrajo el interés de varios equipos importantes de la liga colombiana para adquirir sus servicios y reforzar su plantilla con su presencia.

### Independiente Medellín
En el segundo semestre del 2012 fue confirmado como nuevo jugador del DIM donde logró buenas actuaciones, llegando a ser catalogado como unos de los mejores laterales del país. Hizo una buena campaña con el Independiente Medellín y logró llegar a la final, logrando el subcampeonato del Torneo Finalización 2012.

### Atlético Nacional
En agosto del año 2013 fue confirmado como nuevo jugador del Atlético Nacional. Debutó el 10 de agosto de 2013 en un partido frente a Alianza Petrolera, donde el cuadro 'verdolaga' salió victorioso por 1-2. Bocanegra fue importante en el equipo verdolaga y un infaltable en el once titular de Juan Carlos Osorio, siendo titular en el tricampeonato que consiguió el equipo verde (Copa Colombia 2013, Torneo Finalización 2013 y Torneo Apertura 2014).
En el año 2014 fue uno de los jugadores más destacados de Atlético Nacional y también anotó goles cruciales en torneos nacionales como internacionales en el que su equipo fue el más representativo de Colombia. Antes de su primer llamado a la Selección Colombia hizo un doblete por la última fecha del Torneo Finalización 2014 frente a Patriotas, dando la victoria 2-0 a su equipo y la clasificación a los cuadrangulares semifinales.
En el año 2015, el día 4 de abril se confirmó que Daniel Bocanegra sufrió en un entrenamiento ruptura parcial de ligamento cruzado posterior y sería 3 meses de baja para Atlético Nacional como para la Selección Colombia hacia la Copa América 2015.
El 27 de julio de 2016, se consagró campeón de la Copa Libertadores de América en un global de 2 a 1 frente a Independiente del Valle de Ecuador, logrando así su primer título internacional.

### Club Libertad
A finales del 2019 firma el contrato que lo vincula al Club Libertad de la Primera División de Paraguay. Debuta el 19 de enero como titular en la goleada como visitantes 3 a 0 sobre 12 de octubre. El 3 de marzo marca su primer gol con el club en la victoria 2 a 1 frente a su exequipo el Independiente Medellín en Colombia por la primera fecha de la Copa Libertadores 2020.

### Club Nacional de Football
A principios de enero del 2023 firma el contrato que lo vincula al Club Nacional de Football de la Primera División de Uruguay.

## Selección nacional
Fue convocado por primera vez a la Selección Colombiana de mayores el 9 de noviembre de 2014 por el DT José Néstor Pékerman para los juegos amistosos internacionales, frente a Estados Unidos y Eslovenia.  El 2 de octubre de 2016 es nuevamente convocado por Pékerman tras la lesión de Stefan Medina para la doble jornada de eliminatoria frente a Paraguay en Asunción el 6 de octubre y Uruguay en Barranquilla el 11 de octubre.

### Participaciones enEliminatorias al Mundial
| Eliminatoria                        | Sede del Mundial | Posición      | Resultado   | PJ                                | GA | Asis |
| ----------------------------------- | ---------------- | ------------- | ----------- | --------------------------------- | -- | ---- |
| Eliminatorias Mundial de Rusia 2018 | Rusia            | 4°lugar 27pts | Clasificado | 0 (4 convocatorias como suplente) | 0  | 0    |

## Estadísticas
- Fuente 1

| Academia · Colombia               | 2.a                 | 2006–09             | 73  | 11 | 7  | 0 | -  | -  | 80  | 11 |
| Academia · Colombia               | 2.a                 | 2011                | 17  | 0  | 3  | 0 | -  | -  | 20  | 0  |
| Academia · Colombia               | Total club          | Total club          | 90  | 11 | 10 | 0 | 0  | 0  | 100 | 11 |
| Santa Fe · Colombia               | 1.a                 | 2009                | 1   | 0  | -  | - | -  | -  | 1   | 0  |
| Santa Fe · Colombia               | Total club          | Total club          | 1   | 0  | 0  | 0 | 0  | 0  | 1   | 0  |
| Atlético Huila · Colombia         | 1.a                 | 2010                | 25  | 1  | -  | - | 2  | 0  | 27  | 1  |
| Atlético Huila · Colombia         | 1.a                 | 2011                | 21  | 0  | 2  | 0 | -  | -  | 23  | 0  |
| Atlético Huila · Colombia         | 1.a                 | 2012                | 16  | 0  | -  | - | -  | -  | 16  | 0  |
| Atlético Huila · Colombia         | Total club          | Total club          | 62  | 1  | 2  | 0 | 2  | 0  | 66  | 1  |
| Independiente Medellín · Colombia | 1.a                 | 2012                | 19  | 0  | -  | - | -  | -  | 19  | 0  |
| Independiente Medellín · Colombia | 1.a                 | 2013                | 14  | 0  | 2  | 0 | -  | -  | 16  | 0  |
| Independiente Medellín · Colombia | Total club          | Total club          | 33  | 0  | 2  | 0 | 0  | 0  | 35  | 0  |
| Atlético Nacional · Colombia      | 1.a                 | 2013                | 13  | 0  | 6  | 0 | 1  | 0  | 20  | 0  |
| Atlético Nacional · Colombia      | 1.a                 | 2014                | 25  | 4  | 8  | 0 | 21 | 4  | 54  | 8  |
| Atlético Nacional · Colombia      | 1.a                 | 2015                | 16  | 0  | 3  | 0 | 4  | 0  | 23  | 0  |
| Atlético Nacional · Colombia      | 1.a                 | 2016                | 18  | 7  | 6  | 2 | 19 | 3  | 43  | 12 |
| Atlético Nacional · Colombia      | 1.a                 | 2017                | 30  | 0  | 3  | 0 | 8  | 0  | 41  | 0  |
| Atlético Nacional · Colombia      | 1.a                 | 2018                | 26  | 0  | 8  | 2 | 3  | 0  | 37  | 2  |
| Atlético Nacional · Colombia      | 1.a                 | 2019                | 33  | 1  | 4  | 0 | 6  | 0  | 43  | 1  |
| Atlético Nacional · Colombia      | Total club          | Total club          | 160 | 12 | 38 | 4 | 62 | 7  | 261 | 23 |
| Club Libertad Paraguay            | 1.a                 | 2020                | 19  | 0  | -  | - | 8  | 1  | 27  | 1  |
| Club Libertad Paraguay            | 1.a                 | 2021                | 10  | 1  | -  | - | 11 | 2  | 21  | 3  |
| Club Libertad Paraguay            | 1.a                 | 2022                | 21  | 0  | -  | - | 4  | 0  | 25  | 0  |
| Club Libertad Paraguay            | Total club          | Total club          | 50  | 1  | 0  | 0 | 23 | 3  | 73  | 4  |
| Nacional · Uruguay                | 1.a                 | 2023                | 0   | 0  | 0  | 0 | 0  | 0  | 0   | 0  |
| Nacional · Uruguay                | Total club          | Total club          | 0   | 0  | 0  | 0 | 0  | 0  | 0   | 0  |
| Total en su carrera               | Total en su carrera | Total en su carrera | 396 | 25 | 52 | 4 | 87 | 10 | 535 | 39 |

## Palmarés

### Campeonatos nacionales
| Títulos               | Club              | País     | Año  |
| --------------------- | ----------------- | -------- | ---- |
| Copa Colombia         | Santa Fe          | Colombia | 2009 |
| Copa Colombia         | Atlético Nacional | Colombia | 2013 |
| Torneo Finalización   | Atlético Nacional | Colombia | 2013 |
| Torneo Apertura       | Atlético Nacional | Colombia | 2014 |
| Torneo Finalización   | Atlético Nacional | Colombia | 2015 |
| Superliga de Colombia | Atlético Nacional | Colombia | 2016 |
| Copa Colombia         | Atlético Nacional | Colombia | 2016 |
| Torneo Apertura       | Atlético Nacional | Colombia | 2017 |
| Copa Colombia         | Atlético Nacional | Colombia | 2018 |
| Torneo Apertura       | Libertad          | Paraguay | 2021 |
| Torneo Apertura       | Libertad          | Paraguay | 2022 |

### Torneos internacionales
| Título              | Club              | País     | Año  |
| ------------------- | ----------------- | -------- | ---- |
| Copa Libertadores   | Atlético Nacional | Colombia | 2016 |
| Recopa Sudamericana | Atlético Nacional | Colombia | 2017 |

### Distinciones individuales
| Distinción                                     | Año  |
| ---------------------------------------------- | ---- |
| Parte del Equipo Ideal de la Copa Sudamericana | 2014 |
| Parte del Equipo Ideal de América              | 2014 |
| Parte del Equipo Ideal de la Copa Libertadores | 2016 |
| Parte del Equipo Ideal de América              | 2016 |